# 中国佛学院栖霞山分院
中国佛学院栖霞山分院是中国佛学院的分院之一，属中级佛学院，位于中国江苏省南京市栖霞街84号栖霞寺内。

## 沿革
该分院的前身是1982年11月15日开学的栖霞山僧伽培训班。1983年经国务院宗教事务局批准，中国佛学院栖霞山分院在栖霞山僧伽培训班的基础上创建。

## 历任院长
1. 赵朴初（1983年－2000年）
2. 释明学（2000年－）